# Гровивил (Њу Џерзи)
Гровивил (енгл. Groveville) насељено је место без административног статуса у америчкој савезној држави Њу Џерзи.

## Демографија
По попису из 2010. године број становника је 2.945.
| Група             | 2000.    | 2010.         |
| Белци             | 0 (0,0%) | 2.350 (79,8%) |
| Афроамериканци    | 0 (0,0%) | 253 (8,6%)    |
| Азијати           | 0 (0,0%) | 97 (3,3%)     |
| Хиспаноамериканци | 0 (0,0%) | 210 (7,1%)    |
| Укупно            | 0        | 2.945         |